# Vestervang Sogn (Viborg Kommune)
 For alternative betydninger, se Vestervang Sogn. (Se også artikler, som begynder med Vestervang Sogn)
Vestervang Sogn er et sogn i Viborg Domprovsti (Viborg Stift). Sognet ligger i Viborg Kommune; indtil Kommunalreformen i 1970 lå det i Nørlyng Herred (Viborg Amt). I Vestervang Sogn ligger Vestervang Kirke.
I Vestervang Sogn findes flg. autoriserede stednavne:
- Engelsborg (bebyggelse)
- Margrethelund (areal)